# Manu Lecomte
Manu Lecomte (Brussel, 16 augustus 1995) is een Belgisch basketballer.

## Carrière
Lecomte speelde in de jeugd van Racing Jet Brussels, Royal IV Brussels, AWBB Academy en Kangoeroes Willebroek.
Hij speelde twee wedstrijden voor Belfius Mons-Hainaut voordat hij collegebasketbal ging spelen in de Verenigde Staten. Hij speelde bij de Miami Hurricanes en de Baylor Bears en stelde zich kandidaat in de 2018 NBA draft waar hij niet werd gekozen. Hij tekende voor een seizoen in de G-League bij de Agua Caliente Clippers.
In 2019 tekende hij een contract bij de Spaanse club UCAM Murcia in maart 2019 waar op dat moment ook Kevin Tumba speelde. Hij werd in februari 2020 voor de rest van het seizoen uitgeleend aan CB Gran Canaria. Hij tekende voor het seizoen 2020/21 voor het Duitse Skyliners Frankfurt maar vertrekt in januari al naar het Franse Élan Béarnais. Een maand later vertrekt hij ook daar en tekent een contract bij het Litouwse KK Prienai. Het seizoen 2021/22 bleef hij in Litouwen maar maakte de overstap naar reeksgenoot BC Jonava waar hij tot het eind van het seizoen 2021/22 speelde.
In november 2022 tekende hij tot het einde van het seizoen een contract in Israël bij Hapoel Eilat BC. Begin februari verliet hij de club voor KK Budućnost Podgorica waarmee hij in de ABA league en EuroLeague uit komt. In de zomer van 2023 keerde hij voor het eerst sinds 2013 terug naar de Belgische competitie en tekende bij Liège Basket. In november 2023 liep hij een zware blessure op waardoor hij de rest van het seizoen miste.
In de zomer van 2024 tekende hij een contract bij de Poolse eersteklasser MKS Start Loeblin. Voor het seizoen 2025/26 tekende hij bij de Roemeense eersteklasser CS Vâlcea 1924.